# 卡萨斯-德唐安东尼奥
卡萨斯-德唐安东尼奥，是西班牙埃斯特雷马杜拉卡塞雷斯省的一个市镇。总面积31平方公里，总人口238人（2001年），人口密度8人/平方公里。